# Castello di Halbturn
Il castello di Halbturn è un complesso barocco a Halbturn nel Burgenland.
Il castello fu costruito dal 1701 al 1711 da Johann Lucas von Hildebrandt come residenza di caccia per l'imperatore Carlo VI. Sotto sua figlia Maria Teresa fu ricostruito dal Hofbaumeister Franz Anton Hillebrandt e divenne la residenza estiva di Alberto di Sassonia-Teschen e di sua moglie l'arciduchessa Maria Cristina come governatori d'Ungheria. Di questo periodo sono anche gli affreschi di Franz Anton Maulbertsch.
Il castello è di proprietà dal 1955 del barone Paul Waldbott-Bassenheim (un discendente degli Asburgo). Le sale del castello sono note anche come luogo di mostre e per l'Halbturner Schlosskonzerte. L'impresa, incluse la viticoltura e la cantina, viene gestite dal nipote del proprietario, il conte di Königsegg-Aulendorf Markus, e sua moglie Philippa, nata Waldburg-Zeil-Hohenems.